# 50000 Quaoar
Quaoar (denominazione ufficiale 50000 Quaoar) è un pianeta nano che orbita attorno al Sole su di un'orbita quasi circolare, con un semiasse maggiore pari a circa 6 miliardi e mezzo di chilometri. Si tratta di un oggetto transnettuniano relativamente freddo, di dimensioni approssimativamente pari ai due terzi di quelle di Plutone ed appartiene al gruppo dei cubewani, ossia degli oggetti classici della Fascia di Kuiper.

## Storia delle osservazioni
Quaoar fu scoperto il 4 giugno 2002 dagli astronomi Chad Trujillo e Michael Brown del California Institute of Technology di Pasadena (California) tramite immagini acquisite dal Telescopio Samuel Oschin dell'Osservatorio Palomar. La scoperta venne annunciata il 7 ottobre 2002, ad un incontro dell'American Astronomical Society. La prima immagine di Quaoar in assoluto è tuttavia risultata essere una fotografia ripresa il 25 maggio 1954 dall'Osservatorio Palomar.
Il nome del planetoide segue le regole stabilite dall'Unione Astronomica Internazionale, che prescrive nomi di divinità della creazione per tutti gli oggetti del sistema solare esterno. Esso deve il suo nome a Quaoar, una divinità della creazione del popolo americano Tongva, nativo dell'area di Los Angeles, dove la scoperta è stata effettuata. In precedenza, Quaoar era identificato attraverso la designazione provvisoria 2002 LM60.
Dal 20 novembre 2002 al 18 marzo 2003, quando 51895 Biblialexa ricevette la denominazione ufficiale, è stato l'asteroide denominato con il più alto numero ordinale. Prima della sua denominazione, il primato era di 43669 Winterthur.

## Caratteristiche

### Parametri orbitali
Quaoar possiede un'orbita quasi circolare, con un raggio di circa 40 au, a differenza di quella molto eccentrica di Plutone. Similmente a Nettuno, Quaoar orbita costantemente fra il perielio e l'afelio dell'orbita di Plutone, di modo che periodicamente uno dei due oggetti viene a trovarsi più lontano dal Sole rispetto all'altro.
Con un diametro stimato di circa 1200 km, pari a circa un decimo di quello della Terra o un terzo di quello lunare, al momento della scoperta Quaoar era il più grande oggetto scoperto nel sistema solare dal 1930 (anno della scoperta di Plutone), ed anche il più grande oggetto della fascia di Edgeworth-Kuiper conosciuto (soppiantato più tardi da Sedna, Eris ed altri). Il volume di Quaoar è superiore a quello di tutti gli asteroidi della fascia principale messi insieme.
Lo studio di un'occultazione stellare da parte di Quaoar suggerisce la dimensione di 1110 km di diametro con un'incertezza di 5 km, con una massa di 0,00336 di quella terrestre risulta avere una densità di 1,99 kg/dm³.
Il periodo di rotazione, ricavato dalla sua curva di luce, risulta essere di 8,84 h.

### Superficie
Si suppone che Quaoar sia formato da un miscuglio di roccia e ghiaccio, così come gli altri oggetti della fascia di Kuiper. Esso è tuttavia caratterizzato da un'albedo insolitamente bassa (circa 0,1), che denuncia la probabile assenza di ghiaccio sulla sua superficie.
Nel 2004, gli scienziati furono sorpresi nel trovare tracce di ghiaccio cristallino su Quaoar, il che indicherebbe che la sua temperatura superficiale alcune volte durante gli ultimi dieci milioni di anni sarebbe salita fino ad almeno 110 K; allo stato attuale delle conoscenze, non è possibile determinare quale causa possa aver portato ad un simile aumento della temperatura dal suo valore naturale di 55 K. Le teorie più comuni ipotizzano una pioggia di micro-meteore o fenomeni di natura criovulcanica, forse alimentati dal decadimento di elementi radioattivi all'interno del nucleo del planetoide. (Jewitt & Luu, 2004)

### Anello di detriti

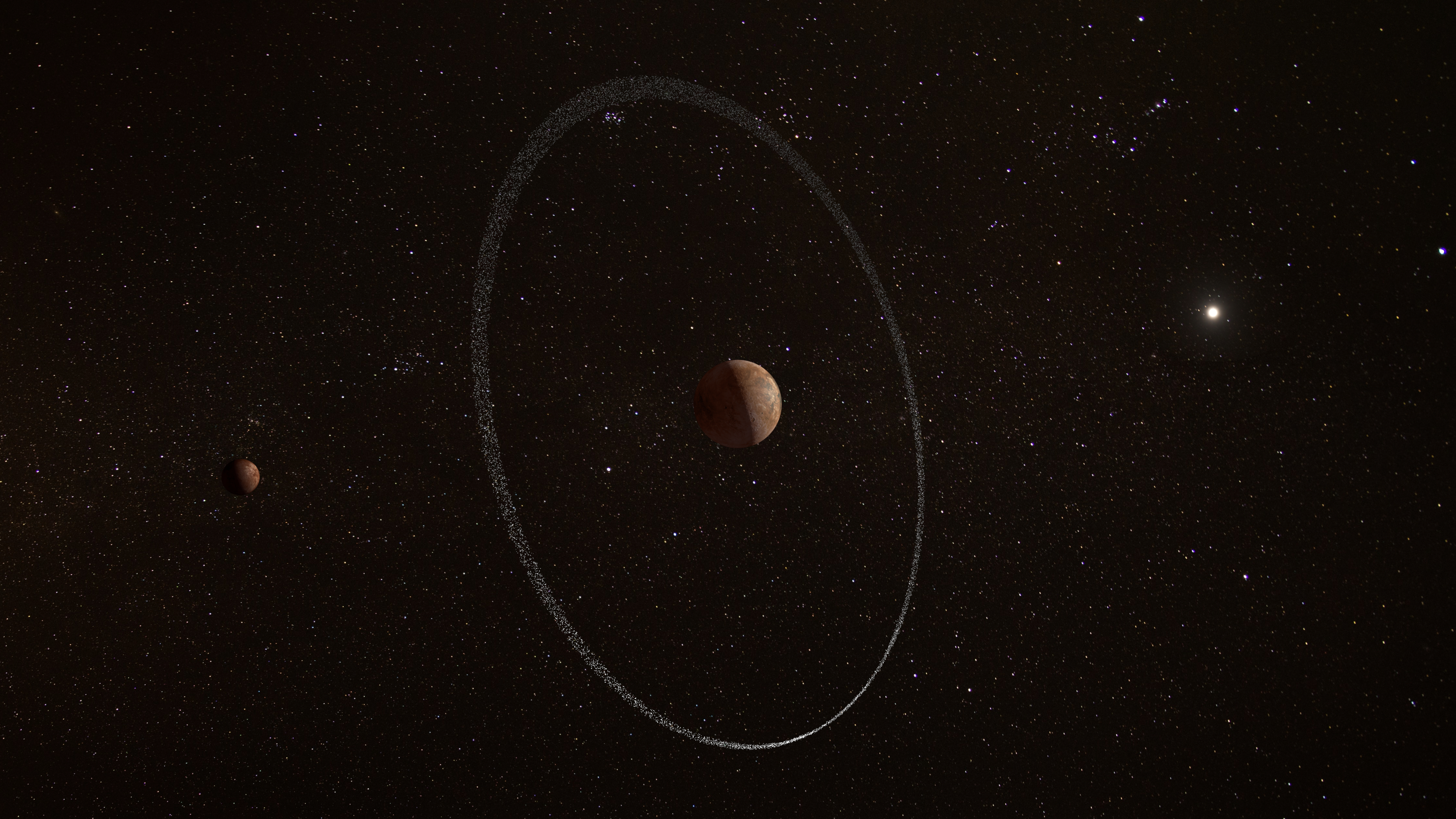
Raffigurazione artistica di Quaoar con il suo anello e del suo satellite Weywot.

Osservazioni ottiche effettuate tra il 2018 e il 2021 mediante il Gran Telescopio Canarias, congiuntamente ad altri osservatori terrestri e supportate anche dal telescopio spaziale Cheops hanno evidenziato il ripetersi nel tempo di occultazioni di stelle lontane da parte di Quaoar. Gli eventi sarebbero riconducibili alla presenza di un anello di detriti che avrebbe anche la peculiarità di essere ben oltre il limite di Roche. Tale limite teorico presuppone che se un corpo celeste minore che orbiti un altro corpo celeste venisse a trovarsi entro la distanza di tale limite, a causa dell'effetto mareale il corpo minore verrebbe gradualmente smembrato finendo per precipitare o per dare origine a un denso sistema di anelli. Oggetti situati invece oltre il limite di Roche, come nel caso dell'anello di Quaoar, dovrebbero condensare dando origine in pochi decenni a piccole lune.

## Satellite

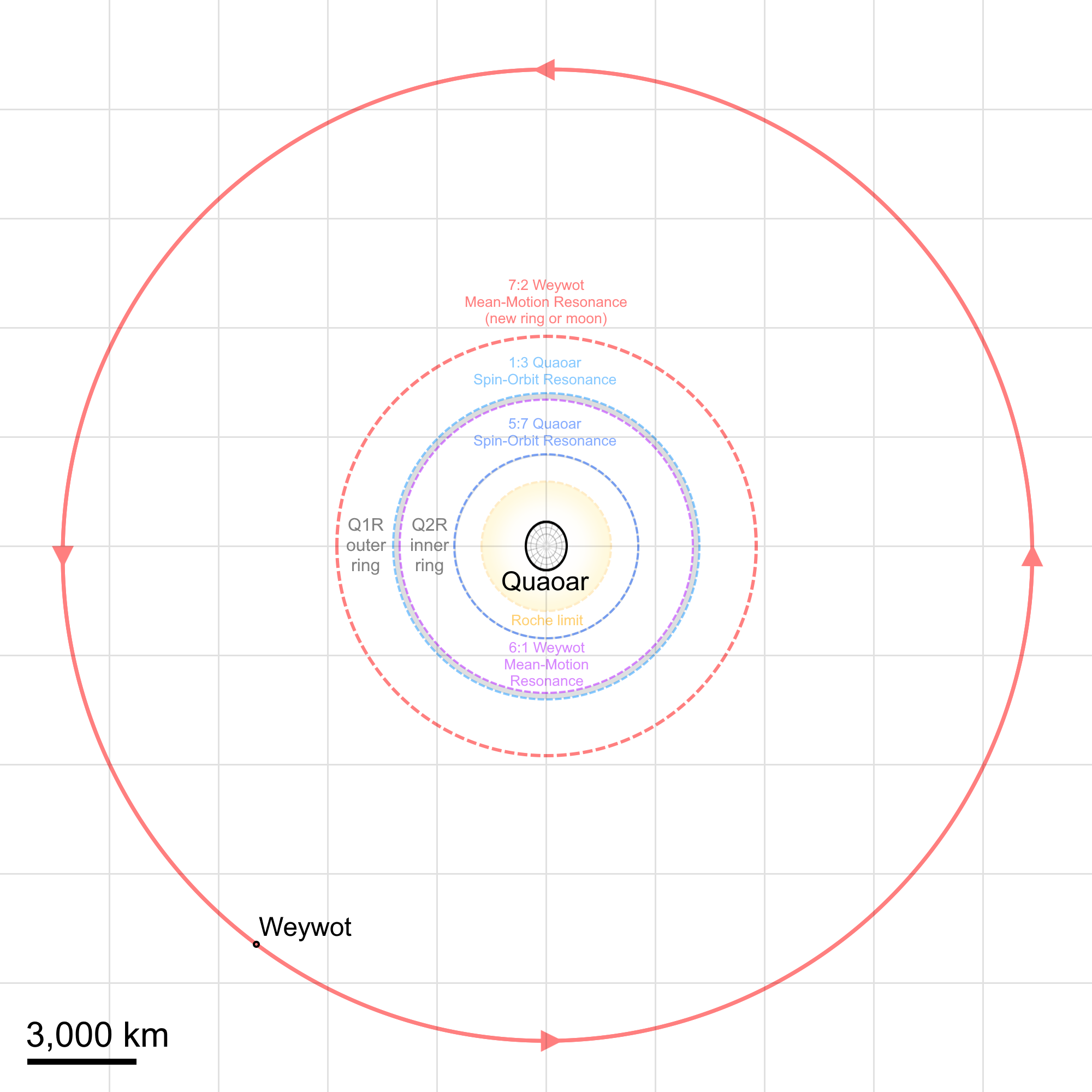
Quaoar, il suo anello, e Weywot

Quaoar ha un satellite conosciuto, Weywot, detto (50000) Quaoar I Weywot. La sua scoperta venne documentata in IAUC 8812 del 22 febbraio 2007.
L'orbita del satellite non è ancora stata determinata. Il satellite ha una differenza di magnitudine assoluta di 5,6.
Ha un'albedo simile a Quaoar e un diametro di 81±5,5 km.
Il suo colore marrone è dato forse da collisioni con frammenti di Quaoar, che nel processo hanno formato il mantello di ghiaccio.
Prende il nome da una divinità Tongva: Weywot, figlio di Quaoar. Il nome fu reso ufficiale nell'MPC #67220 pubblicato il 4 ottobre 2009.